# 多治見市立北陵中学校
多治見市立北陵中学校（たじみしりつほくりょうちゅうがっこう）は、岐阜県多治見市旭ヶ丘にある公立の中学校である。

## 概要
多治見市のやや北東部に位置しており、北栄小学校区全域、根本・共栄小学校区の一部を学校区としている。各学年とも5クラス編成。他に2〜3名の特別支援学級（A・B組）が編成される。
校舎は3階建てで、多治見市の中学校の中では最も古いつくりになっている。
尚、耐震工事は2016年に行われた。

## 教員体制
- 学年主任（1名）
- 担任（学級数）
- 副担任（1、2名）
- その他（初任者指導、相談室担当教員）

## 沿革
- 1979年 - 開校

## 学校行事
| - 4月 入学式、対面式、実力テスト - 5月 1年生郡上研修、2年生篠島研修、3年生東京研修 - 6月 中間テスト | - 7月 - 8月 期末テスト - 9月 体育祭、生徒会選挙 | - 10月 実力テスト - 11月 中間テスト - 12月 合唱祭 | - 1月 期末テスト（3年） - 2月 期末テスト（1・2年） - 3月 卒業式、三年生を送る会、生徒会選挙 |

### 宿泊研修
1年生は岐阜県で郡上研修、2年生は福井県で阿納研修、3年生は東京都で東京研修を行う。

## 部活動
月曜日を除く毎日が活動日となっている。ただし、11月から2月は冬日課となるため、放課後の部活動は休止となる。
- 活動部（☆印は男女別）
  - 野球部
  - ソフトボール部（女子）
  - サッカー部
  - テニス部☆
  - バスケットボール部☆
  - バレー部（女子）
  - 卓球部☆
  - 剣道部☆
  - 水泳部
  - バドミントン部☆
  - 吹奏楽部
  - パソコン部
  - 生活部
- 過去に存在した部
  - 美術部
  - トレーニング部

## 委員会等の編成
- 生徒会組織
  - 会長（1名）
  - 副会長（1名）
  - 書記（2名）
  - 執行委員（2名）(うち後期のみ2年生執行委員1名)
- 委員会（★：学級で男女各1名、☆：学級で1名）
  - 代議員☆
  - 文化委員★
  - 放送委員☆
  - 学習委員★
  - 環境委員★
  - 生活向上委員★
  - 給食委員★
  - 保健体育委員★

## 学校区
- 北栄小学校区：全域（市営・県営住宅、希望が丘、小名田、明和4、5丁目）
- 根本小学校区：旭ヶ丘、松坂、明和2、3丁目、高根団地
- 共栄小学校区：若葉台、小名田小滝

## 進学前小学校
- 多治見市立根本小学校
- 多治見市立共栄小学校（現在はこの小学校からの入学者は居ない。）
- 多治見市立北栄小学校

## 学校周辺
- 多治見美濃焼卸センター
- 名古屋工業大学セラミックス基盤工学研究センター
- 旭ヶ丘公園

## 所在地・アクセス
- 岐阜県多治見市旭ヶ丘10丁目6番地
  - 旭ヶ丘10丁目バス停から徒歩4 - 5分

## 著名な出身者
- 実井謙二郎 - アトランタオリンピックマラソン日本代表
- 深谷里奈 - 東海ラジオ放送アナウンサー